# Tugai Bei
Mirza Tughai Bey, ortografiat uneori Tugai Bei, Tugay Bey sau Tuhay Bey, (în tătară crimeeană Toğay bey; în poloneză Tuhaj-bej; în alfabetul chirilic: Тугай-бей; d. iunie 1651) a fost un lider militar și conducător politic al tătarilor din Crimeea.

## Biografie
Toğay era un descendent al clanului Argyn (una dintre familiile nobile din Crimeea), iar numele său complet era Arğın Doğan Toğay bey (Arhîn Dohan Tohai bei). „Bey” este de fapt un titlu pe care l-a primit atunci când a devenit conducător al sangeacului Qr Qapı (Perekop), o poziție importantă în Hanatul Crimeii, deoarece Istmul Perekop este gâtul Peninsulei Crimeei și a avut un rol crucial în apărarea acestei provincii.
Cândva între 1642 și 1644 Tugai Bei a devenit beiul provinciei Or Qapı (Or Bey) - o poziție importantă în ierarhia militar-politică a Hanatului Crimeei - și a fost însărcinat cu apărarea fortăreței Or Qapı, poarta de acces spre peninsulă. Prin 1644 avea suficientă autoritate pentru ca İslâm al III-lea Ghirai, hanul tătarilor din Crimeea, să-i încredințeze conducerea unei expediții majore a tătarilor împotriva Poloniei. Cu toate acestea, armata lui Tugai Bei a fost interceptată de armata poloneză condusă de hatmanul Stanisław Koniecpolski înainte de a ajunge în regiunile dens populate ale Ucrainei și a fost învinsă în Prima bătălie de la Ohmativ.
În anul 1648, în timpul Răscoalei cazacilor împotriva Uniunii statale polono-lituaniene, Tugai Bei a venit cu o armată tătară (estimată a avea între 6.000 și 20.000 de oșteni) în ajutorul hatmanului zaporojean Bogdan Hmelnițki. A luat parte la mai multe bătălii importante, fiind ucis în cursul Bătăliei de la Beresteczko.
Tugai Bei a fost introdus de scriitorul polonez Henryk Sienkiewicz ca personaj în romanul Prin foc și sabie (1884). El a fost interpretat în ecranizarea romanului de actorul polonez Daniel Olbrychski.

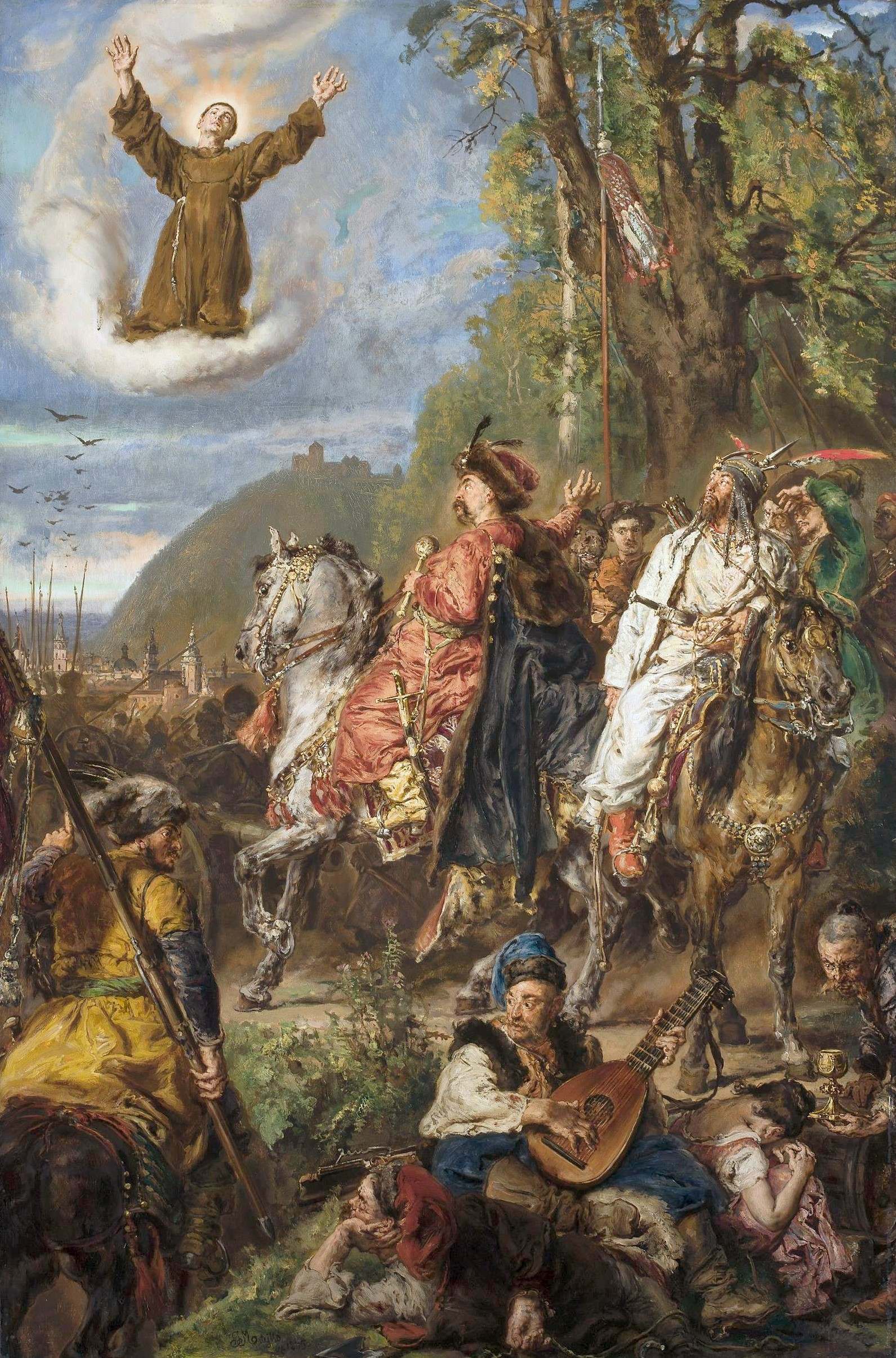
O reprezentare imaginară a sosirii comandanților Bogdan Hmelnițki și Tugay Bei la Liov, ulei pe pânză de Jan Matejko, 1885.
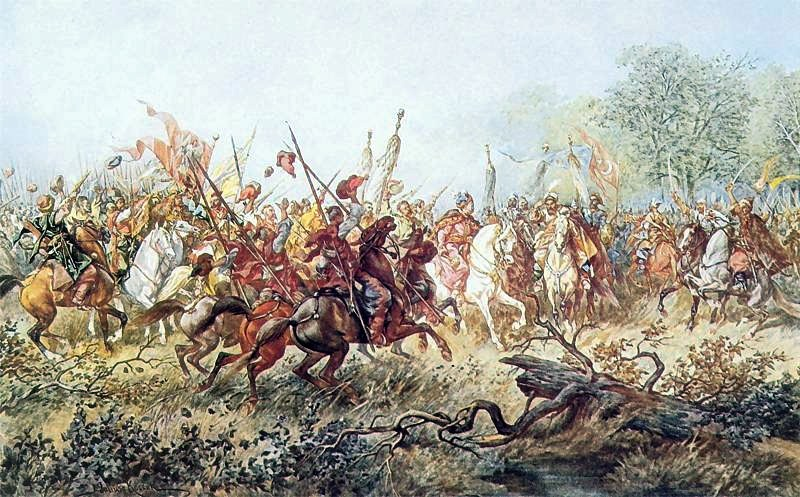
Comandantul Tugai Bei conducând cavaleria tătară.